# Dusanka Jovic
Dusanka Jovic (Belgrado, 1944) es una escultora serbia. Ha vivido en Egipto, Francia y Marruecos.
Es la autora de una escultura titulada torso de mujer (Frauentorso) en el parque de la ciudad de Hannober.